# SteadyShot

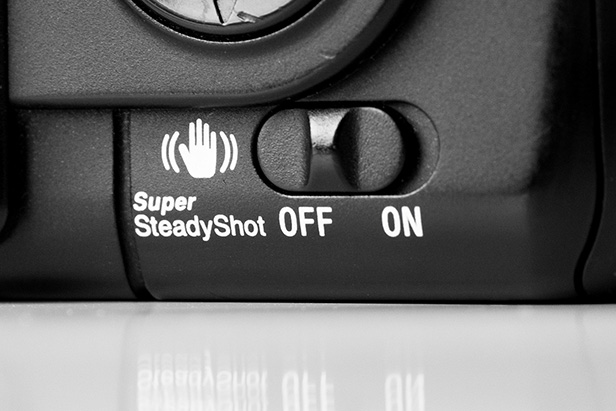
Przełącznik Super SteadyShot w Sony α200

SteadyShot – handlowa nazwa wbudowanej w kamerę wideo elektronicznej techniki stabilizacji obrazu, opracowanej przez firmę Sony dla jej kamer przeznaczonych dla rynku profesjonalnego i konsumenckiego. Stosowana jest również w cyfrowych lustrzankach Sony Alfa pod nazwą SteadyShot INSIDE (do 2009 r. jako Super SteadyShot).
Działanie SteadyShot ma neutralizować nieuniknione, niewielkie ruchy rąk operatora kamery (szczególnie widoczne w przypadku zbliżeń), które przekładają się na niestabilny obraz przechwyconego strumienia wideo. W technice wykorzystane są sensory ruchu, które uruchamiają proces przystosowywania elementów optycznych do ruchów kamery. Optyczna stabilizacja ma swoje granice i efekty jej działania są niewielkie w przypadku zupełnie niestabilnego obrazu.
Technika optycznej stabilizacji ma swój odpowiednik w cyfrowej stabilizacji obrazu, która jest coraz częściej wbudowywana w edytory wideo i polega na programowym przesuwaniu obrazu, w celu uzyskania jak największej jego stabilności.
SteadyShot jest techniką wbudowaną w kamerę lub aparat cyfrowy, w przeciwieństwie do zewnętrznych stabilizatorów, jak np. Steadicam.